# 大島一彦
大島 一彦（おおしま かずひこ、1947年6月8日 - ）は、英文学者、早稲田大学名誉教授。

## 人物・来歴
専門はジェイン・オースティン、ジェイムズ・ジョイス、D・H・ロレンスを中心とするイギリス小説、及び小林秀雄、小沼丹を中心とする日本近現代文学。
茨城県生まれ。1970年早稲田大学文学部英文科卒、1975年同大学院博士課程単位取得満期退学。1972年早大文学部助手、1976年専任講師、1980年助教授、1985年教授、文学学術院教授。2018年停年退職、名誉教授。作家・英文学者の小沼丹に師事し、没後に全集を編んだ。

## 著書
- 『ジエイムズ・ジヨイスとD.H.ロレンス』旺史社 1988
- 『英国滞在記』旺史社 1990
- 『ジェイン・オースティン　「世界一平凡な大作家」の肖像』中公新書 1997
- 『寄道 試論と随想』旺史社 1999
- 『小沼丹の藝 その他』慧文社 2005

### 翻訳
- H.E.ベイツ『サイラスおじさん』王国社 1990
- ジェーン・オースティン『マンスフィールド・パーク』キネマ旬報社 1998 / 中公文庫 2005
- ジェーン・オースティン『説得』キネマ旬報社 2001 / 中公文庫 2008
- ジェイムズ・ヒルトン『新訳　チップス先生、さようなら』慧文社、2016
- ジェーン・オースティン『高慢と偏見』中公文庫 2017